# Call Me When You’re Sober
«Call Me When You’re Sober» (рус. «Позвони мне, когда будешь трезв») — песня, написанная Эми Ли и Терри Бальзамо для группы Evanescence. Она вышла 25 сентября 2006 года как первый сингл из второго студийного альбома The Open Door. Официально была добавлена в ротацию на радио 7 августа 2006, но песня просочилась ещё 30 июля, заставляя радиостанции начать играть её раньше.

## Версия Австралии и Новой Зеландии
На первом релизе «Call Me When You’re Sober» в Австралии и Новой Зеландии был допущен ряд ошибок, в том числе в названиях песни и группы. Эта же беда и не обошла стороной сам альбом The Open Door, где в буклете была допущена ошибка в тексте песни «Weight of The World».
Сингл был перевыпущен в исправленном варианте, однако некоторые магазины решили распродать и старые версии тоже.

## О песне
После релиза песни Шон Морган заявляет, что уходит на реабилитацию. Песня повествует о том, что он ставит свои пагубные привычки выше Эми, и она решает порвать отношения, после того, как осознает это. Вскоре Шон написал свою песню Breakdown в ответ.
Эми Ли о песне:
Абсолютно очевидно о ком эта песня. Я знаю, что люди могут читать между строк, и подумают, что она о моём экс-бойфренде Шоне Моргане, но я хотела, чтобы это было и так ясно. Мне нужно было точно все сказать о том, что я чувствовала на протяжении долгого времени. Музыка — терапия для меня. Это выплеск негативных вещей, через которые я прошла. Она позволяет мне превратить что-то плохое, в нечто прекрасное.

## Список композиций
- CD (версия для Великобритании на двух CD) Выпущен в сентябре 2006[3]

CD 1:
| №  | Название                                       | Длительность |
| -- | ---------------------------------------------- | ------------ |
| 1. | «Call Me When You're Sober» (Album version)    | 3:34         |
| 2. | «Call Me When You're Sober» (Acoustic version) | 3:37         |

CD 2:
| №  | Название                                       | Длительность |
| -- | ---------------------------------------------- | ------------ |
| 1. | «Call Me When You're Sober» (Album version)    | 3:34         |
| 2. | «Call Me When You're Sober» (Acoustic version) | 3:37         |
| 3. | «Making of the Video» (Video clip)             | 5:20         |
| 4. | «Call Me When You're Sober» (Music video)      | 3:33         |

- Винил (ограниченный тираж для Великобритании на виниловой пластинке) Выпущен в сентябре 2006

| №  | Название                                       | Длительность |
| -- | ---------------------------------------------- | ------------ |
| 1. | «Call Me When You're Sober» (Album version)    | 3:34         |
| 2. | «Call Me When You're Sober» (Acoustic version) | 3:37         |

## Музыкальное видео

Эми Ли в образе Красной Шапочки в клипе Call Me When You’re Sober

Видео снимали в июле 2006 года. Режиссёром видео «Call Me When You’re Sober» стал Марк Уэбб, снявший видео на песню «Helena» группы My Chemical Romance и будущий режиссёр фильма Новый Человек-паук. Это любимый видеоклип группы для Эми Ли. Уэбб также продюсировал видео на последний сингл группы Good Enough.
В сюжет клипа положена сказка о Красной Шапочке, волка играет начинающий актёр Оливер Гудвил. На протяжении всего видео он пытается соблазнить Красную Шапочку (то есть Эми), но в конце она дает ему отпор. Во время съёмок сцены с волками один волк испражнялся прямо перед камерой. У Эми также началась аллергия на волчью шерсть, но она с ней справилась.
В клипе снялись: Эми Ли, Терри Бальзамо, Джон ЛеКомпт, Рокки Грей.

## Позиции в чартах
| Чарт (2006)                               | Позиция |
| ----------------------------------------- | ------- |
| U.S. Billboard Hot 100                    | 10      |
| U.S. Billboard Pop 100                    | 10      |
| U.S. Billboard Hot Mainstream Rock Tracks | 5       |
| U.S. Billboard Hot Modern Rock Tracks     | 4       |
| U.S. Billboard Adult Top 40               | 8       |
| Australia ARIA Top 50 Singles             | 5       |
| Canadian Top 100 Airplay                  | 3       |
| France Top 100 Singles                    | 20      |

| Чарт (2006)                      | Позиция |
| -------------------------------- | ------- |
| Germany Top 100 Singles          | 13      |
| Ireland Top 50 Singles           | 13      |
| Italy Top 50 Singles             | 3       |
| New Zealand RIANZ Top 40 Singles | 3       |
| Spanish Los 40 Principales       | 24      |
| U.K. Top 75 Singles              | 4       |